# Gamasomorpha austera
Gamasomorpha austera là một loài nhện trong họ Oonopidae.
Loài này thuộc chi Gamasomorpha. Gamasomorpha austera được Eugène Simon miêu tả năm 1898.